# Karup Kommune
| Strukturdaten       | Strukturdaten  |
| ------------------- | -------------- |
| Sitz der Verwaltung | Karup          |
| Fläche              | 162,61 km²     |
| Einwohner           | 6.718 (2006)   |
| Kommune seit 2007   | Viborg Kommune |
| Website             | www.karup.dk   |

Karup Kommune war bis Dezember 2006 eine dänische Kommune im damaligen Viborg Amt in Jütland.
Seit Januar 2007 ist sie Teil der neuen Viborg Kommune, die nun auch folgende Teile umfasst: die “alte” Viborg Kommune, die Bjerringbro Kommune, die Fjends Kommune, die Møldrup Kommune, die Tjele Kommune und den Schuldistrikt Hvam der Aalestrup Kommune.
Die Karup Kommune entstand im Zuge der dänischen Verwaltungsreform von 1970 und umfasste folgende Sogn:
- Frederiks Sogn
- Karup Sogn